# Adolf von Heppe
Pour les articles homonymes, voir von Heppe.
Adolf Eduard Erich Ernst Franz Viktor von Heppe (né le 24 juillet 1836 à Cassel et mort le 30 juillet 1899 à Arolsen) est un fonctionnaire et homme politique prussien.

## Famille
Il est issu de la famille noble hessoise von Heppe (de) et est le fils du directeur du gouvernement électoral de Hesse Theodor von Heppe (1801-1856) et de Cecilie Gissot (1802-1888). Son oncle est l'historien et philologue Christoph Rommel (de) (1781-1859). Heppe se marie le 13 mai 1866 à Marbourg avec Wilhelmine Butterweck (née le 9 mars 1840 à Wetter  et morte le 18 septembre 1930 à Cassel), la fille du marchand Gustav Butterweck et de Maria Brennemann. De ce mariage est issu son fils Theodor von Heppe (de) (1870-1954), vice-président de la Chambre prussienne des comptes.

## Biographie
Au cours de ses études, il devient membre de l'Alten Marburger Burschenschaft Germania (de) en 1854. Le 19 mai 1860, il commence sa carrière dans la fonction publique en tant que stagiaire du gouvernement à Cassel. Six ans plus tard (1866), il devient secrétaire de l'arrondissement de Schmalkalden et est accepté dans le service prussien. En 1869, il est promu assesseur du gouvernement à Marienwerder et est transféré à Königsberg le 15 mai 1870.
Le 19 août 1872, il devient administrateur de l'arrondissement de Schleusingen et député du parlement provincial de Saxe (de) et du comité provincial. Le 24 décembre 1879, il devient conseiller supérieur du gouvernement royal royal prussien, chef du 1er département et sous-chef de la police à Berlin. En 1883, il devient d'abord sénéchal, puis à partir de 1885 président du district d'Aurich. Le 11 mai 1887, il arrive à Dantzig dans la même fonction. En octobre 1890, Karl Baumbach est élu maire de Dantzig. Adolf von Heppe critique publiquement son salaire de 15 000 marks (son prédécesseur avait reçu 12 000 marks) et, en tant que président du conseil de district, appelle à une nouvelle offre pour trouver un maire moins cher. Cela est fortement critiqué en public et est probablement la raison de son transfert à Trèves.
Du 6 décembre 1890 jusqu'à son départ du service prussien en 1899, il est président du district de Trèves.
Pour le Parti conservateur allemand (DkP), Heppe est membre de la chambre des représentants de Prusse de 1879 à 1885.